# Julian Romantjuk
Julian Romantjuk (ukrainska: Юліан Романчук), född 24 februari 1842 i Krylos, död 22 april 1932 i Lviv, var en ukrainsk politiker, verksam i Galizien. 
Romantjuk var lärare vid ukrainska gymnasiet i Lviv, redigerade 1873–75 tidskriften "Pravda", var 1883–95 ledamot av galiziska lantdagen och 1891–97 av österrikiska riksrådet. 
På 1880-talet blev Romantjuk ledare för det så kallade ukrainofila partiet, som på lojal grund försökte verka för nationaliteternas likställighet och bättring av det galiziska bondeståndets ställning. Under greve Kasimir Felix Badenis ämbetstid lyckades han utverka några lättnader åt det ukrainska folket i Galizien, men hans kompromissande med regeringen gjorde honom impopulär, och partiets politiska makt överflyttades på de radikala, vilkas litteräre ledare var författaren Ivan Franko.